# Ghostwire: Tokyo
『Ghostwire: Tokyo』（ゴーストワイヤー トウキョウ）は、Tango Gameworksが開発しベセスダ・ソフトワークスから発売されたゲームソフト。2022年3月25日にPlayStation 5版とPC版（Steam配信）が、2023年4月12日にXbox Series X/S版が発売された。

## 概要
人々のいなくなった東京・渋谷を探索しながら、怪異「マレビト」を倒していく一人称視点のアクションアドベンチャーゲーム。Tango Gameworks代表の三上真司は同企業設立10年以上が経ち、「10年に1本はプレイヤーの記憶に強く残るゲームを作りたい」、「日本らしい日本を舞台にしたゲーム」を作りたいと思ったことが発案のきっかけと述べている。
ゲーム内の「渋谷地区」は、現実の渋谷そのまま再現ではなく、ゲーム的におもしろくプレイできるように再構成されており、スクランブル交差点を中心に都内の様々な地域を圧縮した箱庭となっている。例として渋谷駅の北側は台東区の谷中銀座をモチーフとしており、東京タワーも遠くない場所に配置してある。
また、エンディングのスタッフロールには「In Memory of Robert Altman」（ロバート・アルトマン（英語: Robert A. Altman）を偲んで）という一節が含まれている。

## イントロダクション
謎の霧により、ほとんどの人間が消失してしまった渋谷。主人公の暁人（アキト）は交通事故によって死に瀕するが、霊体のKKに憑依され“二心一体”となる形で一命を取り留める。二人は時にぶつかりながらも、この世ならざる存在“マレビト”、そして消失事件を引き起こした“般若”と戦う。

## 登場人物
伊月 暁人（いづき あきと）
声：西健亮/ 英：コーリー・イー
本作の主人公。22歳の学生。
バイクの交通事故により瀕死の重傷を負い倒れていたが、魂だけの状態で体を探していたKKに憑依されたことで蘇生した。当初は肉体を乗っ取ろうとしたKKに殺されかけるが、必死に抵抗して彼にあきらめさせる。以降、妹の麻里を救うためにKKと共闘する関係になる。
妹思いの正義感の強い青年で、怪異相手にも怖気づくことなく果敢に立ち向かう。しかし家族については負い目を感じているらしく、それを突きつけられて狼狽えることもある。
KK
声：井上和彦  / 英：ステファン・オヨン
本作の準主人公兼ナビゲーター。暁人に憑依した亡霊で、生前はゴーストハンターをしていた。普段は暁人の右目に宿り、黒い霧のような姿をしているが、一部の場面では生前の姿で登場する。
元は警察官だったが、怪事件を追ううちに凛子達と出会い、適合者としての素質を見出だされて仲間に加わった。般若に敗れて死亡し、魂だけとなって消えかけていたところで事故死した暁人の体を見つけ、乗り移る。般若への復讐に燃えており、暁人を無視して強引な行動を取ることもある。妻と息子がいる。
般若（はんにゃ）
声：咲野俊介 / 英：フョードル・チン
般若の面を被った謎の男。渋谷で起きた人体消失現象の首謀者。
かつてはKK達の仲間だったが、妻の死を受け入れられず、渋谷中の魂を利用して妻をあの世から呼び戻そうと暗躍する。痩男、小面、翁の仮面を被った3人のしもべを従えている。時折、霊たちに演説する映像を街頭の大型ビジョンに流している。
伊月 麻里（いづき まり）
声：瀬戸麻沙美 / 英：アン・ヤトコ
暁人の妹。17歳の女子高生。
自宅での火災で重傷を負い、意識不明のまま入院している。儀式の依代にするため、般若に誘拐されてしまう。
絵梨佳（えりか）
声：石井未紗 / 英：ジェニー・ヨコボリ
KKの仲間。般若と深い関わりを持つ少女。猫が好きなのか頻繁に捨て猫を拾っていた。
その正体は般若の娘。短い間だがKKに戦い方を学び、凛子とは姉妹のような仲だった。
八雲 凛子（やくも りんこ）
声：行成とあ / 英：ジュディー・アリス・リー
KKの仲間である女性研究者。左の側頭部を刈り上げた髪型とボーイッシュな服装が特徴。この事件でKK同様に霊体となっているが、公衆電話を通じて暁人とKKに助言をする。
エド
声：田村真 / 英：マックス・ミッテルマン
KKの仲間。魂転送装置を開発した技術者。感情のない機械的な話し方が特徴。ガジェットオタクらしく、ボイスレコーダーに録音した音声を通じてしかこちらと話さない。デイルという大男と行動を共にしているらしく、事件の際に渋谷を脱出し、安全な外部で転送された魂を人間に戻している。

## 妖怪
猫又（ねこまた）
アイテムを販売したり、収集品を報酬に交換したりするNPC。コンビニや屋台で働いている。
天狗（てんぐ）
空を飛んでいる妖怪。「グラップル」を使うことによってその天狗のいる高度まで上昇できる。ゲームシステムとしては移動用の装置に近い。
一反木綿（いったんもめん）

河童（かっぱ）

座敷童子（ざしきわらし）

塗壁（ぬりかべ）
建物の壁に擬態している妖怪。巨大な単眼と膨らんだ下腹部、短い足が特徴。吸収することで勾玉が手に入る。
唐傘小僧（からかさこぞう）

ろくろ首（ろくろくび）

鎌鼬（かまいたち）

鬼（おに）

木霊（こだま）

## マレビト

### 男性型
影法師（かげぼうし）
仕事に追われ、疲れ果てた心から生まれたマレビト。黒いスーツを着た長身痩躯の男で、目鼻と髪が無く、常に右手で黒い傘を差している。本作の最初の敵であり、最も標準的な相手でもある。接近戦では左手で引っ掻くような攻撃を使い、遠距離では念力で物体を投げ飛ばしてくる。
荒法師（あらほうし）
叩かれ、踏み潰された怒りから生まれたマレビト。影法師を小太りにしたような外見をしている。
狩影（しゅえい）
自暴自棄になった精神から生まれたマレビト。右手でビニール傘を差し、左手に持った誘導棒を武器にしている。守衛を思わせる名前だが、誘導棒を持っているという点ではむしろ警備員に近い。
赫法師（かくほうし）

剛法師（ごうほうし）
凶暴な精神から生まれたマレビト。恰幅のいい体型に灰色のスーツを着て、赤のストールを首から掛けている。右手に持った金色の模様がついた傘を盾にし、左手に持った打ち出の小槌で攻撃する。

### 女性型
焔女（ほむらおんな）
心にも無い笑顔を浮かべる欺瞞から生まれたマレビト。OLのような水色の事務服を着ているが、頭部は新聞紙のようなもので出来ている。両手を添えて息を吹きかけるような仕草で、多くの火球を放ってくる。
鉈女（なたおんな）
職場の人付き合いの軋轢から生まれたマレビト。右手で赤い傘を差し、左手に鉈を持っている。焔女と違い、鉈を使った接近戦を主体とする。
因率（いんそつ）
決められたレールの上を進むだけの生活の絶望から生まれたマレビト。黒と白のバスガイドのような服装をしている。
露女（つゆおんな）
虚しい人生への悲観から生まれたマレビト。他のマレビトを回復する能力を持つ。東京タワーの女性アテンダントの制服を着ている。

### 学生型
喜奇童子（ききどうじ）
女子学生が成長期に抱く不安から生まれたマレビト。セーラー服姿の首のない女学生で、回し蹴りや飛び道具で攻撃してくる。
餓鬼童子（がきどうじ）
男子学生の将来が見えない焦燥から生まれたマレビト。学生服姿の首のない男子で、近距離では回し蹴りやドロップキック、遠距離では大型の三角定規を投げて攻撃してくる。
睡飢童子（すいきどうじ）
眠らずに働き続けた狂気が生んだマレビト。コンビニの制服を着た餓鬼童子の強化版。ちなみに、ゲーム内に登場するDailyNINJAとFujiyaMartの制服を着た2種類の外見がある。
快喜童子（かいきどうじ）
男子学生の熱狂的な好奇心が生んだマレビト。胸に校章らしきものがプリントされた青いジャージを着ている。

### 子供型
雨童（あめわらし）
虐げられた子供の無念から生まれたマレビト。ランドセルごと黄色いレインコートを着て傘をさした子供で、こちらに気づくと笛を吹いて仲間を呼ぶと同時に消える。そのため、即浄以外では倒せない。
血童（ちわらし）
幼い子供の憤怒が凝集したマレビト。雨童の強化版で、傘やレインコートはボロボロになり血のような色をしている。やはり即浄以外では倒せず、雨童よりも強力なマレビトを呼び出す。

### 異形
虚牢（うつろ）
どこかへ逃げたいという願望から生まれたマレビト。古典的おばけのような白い布の姿をしており、頭部には天冠を思わせる突起と、布越しに浮かんだ苦悶の表情がある。常に空中に浮かんでおり、必然的に遠距離での撃ち合いになるが耐久力はかなり低い。また、死ぬ寸前に体当たりで自爆攻撃を仕掛けてくることもある。
照法師（てるぼうし）
叶わない願いへの諦めから生まれたマレビト。等身大のてるてる坊主に人の足がついたような姿をしており、空を飛びながら赤い弾を撃ってくる。ダメージの蓄積に比例して頭部が膨れ上がるため、弓矢でヘッドショットしやすくなる。
口裂（くちさけ）
狂おしいほどの苛立ちから生まれたマレビト。白い帽子とマスクで顔を隠し、トレンチコートを身にまとった長髪の女であり、その姿は都市伝説の口裂け女そのもの。走り寄りながら右手に持った大きなハサミで攻撃してくる。また、KKを暁人から分離する特殊攻撃も持っている。
裂紅鬼（れっこうき）
帽子とマスクを捨て、醜く裂けた口を露わにした口裂。そのトレンチコートは血の色なのか真っ赤に染まっている。口裂の強化版といえるマレビトで、ごく一部のミッションで戦うことになる。ちなみに、別の種類扱いなので口裂が裂紅鬼に変わることはない。
髪姫（かみひめ）
友人や家族から切り離された孤独から生まれたマレビト。顔のほぼ全体が口になっていて目と鼻がなく、腕が長い代わりに足がないため両手を使って走る。スカート部分がズタズタに裂けた吊りスカートを着ている。
不見鏡（みずかがみ）
他人に見られることを恐れ、心乱した者から生まれたマレビト。半透明の肉塊に二本の足がついたような姿で、姿を消す能力を持つ。「蜘蛛の糸」アップデートで追加された。
黒土女（くろつちめ）
他者の欲望をもてあそぶ喜びから生まれたマレビト。蛇か魚のような長い下半身を持ち、[[アスファルト]]舗装の道路等を水面のように泳ぐ。地面に潜っている時間が長く、ときどき土の塊のようなものを吐き出して攻撃してくる。「蜘蛛の糸」アップデートで追加された。
白無垢（しろむく）
強い恨みや妬みによって生まれたマレビト。名前の通り花嫁衣装を身にまとい、綿帽子を被っているが、常人の倍ほどの異様な背丈を誇る。氷と冷気を操ることができ、氷の弾を飛ばしたり、周囲の地表を凍らせてこちらの移動速度を遅くしたりする。さらにKKを暁人から引き剥がす能力もあり、中ボスのような存在といえる。
血套法師（けっとうほうし）
血を好む自身の性質を呪う気持ちから生まれたマレビト。本体は渦を巻いた赤い布で出来ており、シルクハットのような頭部と傘状になった体から、8本の白い手が下に向かって生えているという異様な姿が特徴。空を飛びながら手に持った鎌や包丁等の凶器を一斉に投げつけてくる。「蜘蛛の糸」アップデートで追加された。

### ボスキャラクター
痩術鬼（そうじゅつき）
痩男を元に作られたマレビト。鬼のような外見と巨体に見合わず、3種のエーテルショットやワイヤーによる移動など、暁人と同じ戦法を使う。その実体はKKの体を般若が操り人形にしたもので、残留思念なのか、戦いの最中にKKの心の叫びを発する。
猫多羅（びょうたら）
集めた動物の地縛霊によって、「小面」すなわち絵梨佳の体を魔獣に変化させた大型のマレビト。戦いが始まると同時にKKを暁人から引き剥がし、飲み込んでしまう。力の源である尻尾が弱点であり、最終的には暁人に三本全てを引き抜かれ元の小面に戻った。だが、なおも戦おうとしたため、KKが「化猫の木札」を引き抜くことで絵梨佳の体は完全に消滅した。
槌蜘蛛（つちぐも）
病に起因する穢れを元にして、「翁」すなわち絵梨佳の母とその周囲の人間の思念から作られた大型のマレビト。巨大なクモの姿をしているが、足先が手になっており、両手で地面を叩きつけ振動で広範囲を攻撃してくる。夫婦の記憶が宿っており、狂っていく夫への妻の心境が戦いの中で暁人に伝わってくる。
反魂（はんごん）
本作のラストボス。般若が秘術により死体人形の精髄を集め、巨大な怪異を顕現させたもの。魂との融合の結果、般若としての自我が崩壊している。

## 用語
エーテル
本作における霊的なエネルギー。風、火、水、土の4種類があり、主人公は風、火、水の3種をエーテルショットとして撃ち出し、土を使ってガードしている。またKKによれば、エーテルに適合した体では普通の人間には見えないものが見えるという。いわゆる幻視と呼ばれるもので、エーテルの強い場所では意思に関係なく見えてしまうものらしい。
ゲームシステムとしては、FPSの弾薬のようなものであり、向こうの世界の物体であるエーテル結晶体を破壊することで3種のエーテルを補充できる。

## スタッフ
- パブリッシャー：BETHESDA SOFTWOKS
- デベロッパー：TANGO GAMEWOSKS
- ディレクター：KENJI KIMURA（木村憲司）
- エグゼクティブプロデューサー：SHINJI MIKAMI（三上真司）[3]
- プロダクションプロデューサー：MASATO KIMURA（木村雅人）、SHISAKU OHARA
- プロジェクトマネージャー：EIRO YOSHII、SHIGENORI NISHIKAWA
- ゲームデザイン・リードゲームデザイナー　SUGURU MURAKOSHI　TOMIYA KAMEI
- コンバットディレクター：SHINICHIRO HARA（原慎一郎）
- コンバットデザイナー：KEISUKE HIGUCHI
- サイドミッションデザイナー：HIROKI KATO
- レベルデザイン・リードレベルディレクター：HAYATE KOSAKA
- シナリオプロット：KENJI KIMURA
- シナリオ：SYOJI ISHIMINE、SEIJI EBIHARA
- リードプログラマー：YUJI NAKAYAMA
- コンセプトアート：KENTA MURAMATSU
- キャラクターアート・リードアーティスト：YOSHIFUMI HATTORI
- キャラクターアート：SHIN HIDAKA、REIKO HIRASHIMA、LING YU、DAICHI WAKAMATSU
- アニメーション・リードアニメーション：YUKI KATO
- アニメーター：ASAHIRO IWATA、YASUSHI SHIMAJIRI、SHO YAMASAKI、KAZUMI OZAHATA、RYO TAKAGI、KENTO TSUKADA、TAIZO YOGI、RYOHEI SAKUMI、HARUKA HITANDA、ATSUSHI IYODA、YOSHIHIRO MARUYAMA、HIDEFUMI TAKEDA、NATSUKI YAMADA、SHINNICHIRO TANAKA、BRIAN KOWALCZYK
- テクニカルアニメーター：NOBUAKI SOYAMA
- シネマティクスリード：TAKASHI UEHARA
- リードVFX：KOEIKIKUCHI
- リードUIアーティスト：ALESSANDRO SILVESTRI
- 音楽：MASATOSHI YANAGI
- モーションキャプチャー：スクウェア・エニックスイメージスタジオ、KATSUGEKIZA、THEATRE GEKIDANGO、ADDITONAL SUPPORT、FACIAL CAPTURE＆ANIMATION、TOEI CO.LTD、ZUKUN LABORATORIES、CRESCENT.INC、NAKATSUKAKOGYO CO.LTD
- generous and Full Support：TOKYOTOWER
- ピアノパフォーマンス：SHINJI MIKAMI
- スペシャルサンクス：IKUMI NAKAMURA（中村育美）[12]

## エンドソング
童謡4曲が、インストゥルメンタルを挟みメドレー形式で流れる（アンビエント音楽のアレンジがされている）。
「シャボン玉」（野口雨情作詞・中山晋平作曲）
「通りゃんせ」（わらべうた）
「かごめかごめ」（わらべうた）
「あめふり」(北原白秋作詞、中山晋平作曲)
唄：EvE　 編曲：MASATOSHI YANAGI